# Internationale Arbeiterhilfe
Die Internationale Arbeiterhilfe (IAH) war eine KPD-nahe Organisation, die in den 1920er und frühen 1930er Jahren Sozialleistungen für Arbeiter bereitstellte und verschiedene proletarische Filmproduktionsgesellschaften unterhielt bzw. ins Leben rief. Ihre Zentrale hatte die IAH in Berlin.

## Gründung
Die IAH wurde in Berlin am 12. August 1921 als Reaktion auf einen Aufruf von Lenin, der anlässlich einer Dürre- und Hungerkatastrophe im Wolgagebiet (Hungersnot in Sowjetrussland 1921–1922) um internationale Unterstützung warb, als Auslandskomitee zur Organisierung der Arbeiterhilfe für die Hungernden in Rußland zunächst provisorisch gegründet. Die erste Aktion brachte eine Abfuhr: Die International Federation of Trade Unions (IFTU, bzw. Amsterdamer Internationale) zog es vor, gesammelte Gelder dem Roten Kreuz zu übergeben. Der Gewerkschaftsfunktionär Edo Fimmen fragte, was die Kommunisten nun von der IFTU wollten, hätten sie doch ihre internationalen, proletarischen Hilfsaktionen in Österreich und Ungarn sabotiert und die IFTU als Verräter der Arbeiterklasse beschimpft. Vorsitzender der nun nicht mehr provisorischen IAH wurde Willi Münzenberg. Er hatte sich innerhalb der Linken bisher als engagierter Jugendfunktionär empfohlen. Ehrenpräsidentin der Organisation war bis zu ihrem Tode 1933 die Politikerin und Frauenrechtlerin Clara Zetkin. Vertreter der IAH bei der Komintern und Geschäftsführer des Moskauer Büros war im ersten Jahr der Schriftsteller Franz Jung. 1926 setzte das Zentralkomitee der IAH sich aus folgenden Mitgliedern zusammen: Clara Zetkin, Francesco Misiano (1884–1936), Olga Dawidowna Kamenewa, Willi Münzenberg, Georg Ledebour, Karl Grünberg, Alfons Paquet, John William (Willy) Kruyt (1877–1943), O. Levassart, Albert Fournier (1882–1971), Koumengau (Peking), Harry Pickard (Sydney), Ladislaus Veran (Prag), Raissa Adler.

## Aktivitäten

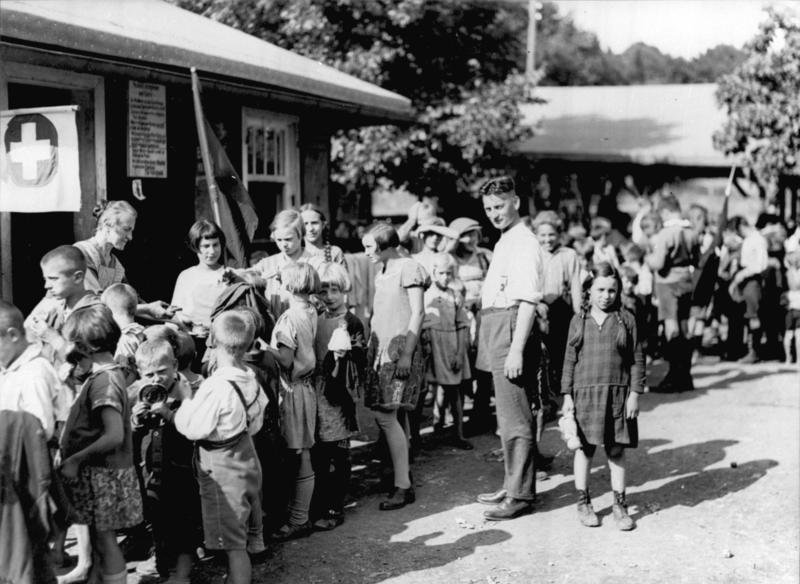
Ferienlager der IAH für Arbeiterkinder in Stuttgart-Sillenbuch (1926)

Die IAH konnte während der Hungersnot für Lieferungen fünf Millionen Dollar aufbringen, blieb aber deutlich hinter der 63 Millionen Dollar werten Lieferung der American Relief Administration zurück, die in den folgenden Jahren von der IAH-Propaganda fortwährend kleingeredet wurde. Eher hinderlich waren Propaganda-Aktionen, bei denen dutzende von Eisenbahnwaggons für Lieferungen bereitgestellt wurden, die problemlos auf einen Lastwagen gepasst hätten – „zu einer Zeit, wo durch den Mangel an Transportmittel Tausende täglich verhungern“.
Zwar hatte die Parteilinke die IAH anfangs als „rote Heilsarmee“ verspottet, doch war nach dem Aufstandsversuch in Hamburg und dem folgenden Verbot der KPD die IAH unbehelligt geblieben und konnte mit ihren Gruppen den KP-internen Informationsaustausch aufrechterhalten. In den folgenden Jahren unterstützte die IAH Arbeiter in Deutschland und anderen Ländern bei Streikkämpfen, aber auch bei Kriegen, Bürgerkriegen und Naturkatastrophen durch Verteilung von Kleidung, Lebensmitteln und Geld. Ihre finanziellen Ressourcen gewann sie mit Hilfe von Spendenaufrufen, kurzzeitig testete man die Ausgabe einer Arbeiteranleihe. Weitere Mittel sollten aus Kolchosen und Industriebetrieben erwirtschaftet werden, die die IAH in der Sowjetunion unterhielt. Offenbar waren aber die Großfischereien bei Wolgograd und Astrachan, die Güter bei Kasan und Tscheljabinsk, die Schuhfabrik und das Ambulatorium in Moskau sowie die Werkstatt für Gebäudeinstandsetzung in Petrograd kaum gewinnbringend zu betreiben, sondern im Gegenteil auf finanzielle Unterstützung durch Moskau angewiesen. Zum Kernstück des „IAH-Konzerns“ entwickelte sich der Neue Deutsche Verlag. Zu den Unterstützern in Deutschland gehörte auch der proletarische Agitationstheater-Künstler Bernhard Strzelewicz mit seiner Roten Truppe.

## Filmproduktionen
Da Münzenberg bereits frühzeitig das Potenzial filmischer Propaganda erkannte, war ein weiteres Arbeitsgebiet der IAH der Import sowjetischer Filme sowie die Produktion eigener Filme. 1922 gründete Münzenberg in Berlin die Aufbau Industrie und Handels AG. Die Firma diente vor allem dem Aufbau der sowjetischen Filmproduktion, ihr war jedoch auch ein von Hermann Basler geleitetes Filmamt angegliedert, das im März 1923 mit „Polikuschka“ (Regie Alexander Sanin, 1922) erstmals einen sowjetischen Film in deutsche Kinos brachte. Nachdem die IAH sich bereits seit 1923 an dem sowjetischen Produktionsunternehmen „Russ“/„Meschrabpom-Russ“ beteiligt hatte, übernahm sie die Firma 1928 ganz und benannte sie in „Meschrabpom-Film“ um. Als die Reichsregierung Deutschland durch Kontingentbestimmungen gegen den Import ausländischer Filme abzuschotten begann, gründete die IAH 1924 in Wien – Österreich bot sich aus verschiedenen Gründen als Brückenland an – selbst eine Produktionsgesellschaft, die Prometheus Film, die an ihrem österreichischen Standort allerdings nur einen einzigen Film hervorbrachte: Kurt Bernhardts Regiedebüt „Namenlose Helden“ (1924). Ihre eigentliche Aktivität entfaltete die Firma erst nach der Eröffnung ihrer Berliner Filiale, die Anfang April die meisten Funktionen der stillgelegten Wiener Zentrale übernahm und später Filme wie z. B. Kuhle Wampe oder: Wem gehört die Welt? (1931/32) produzierte. 1928 gründete die IAH auch die auf die Produktion kommunistischer Dokumentarfilme spezialisierte Filmkartell "Weltfilm" GmbH, die zudem den Zweck hatte, bei anderen Film-Unternehmungen entstandene Schulden auf sich zu nehmen.
Die IAH wurde von zahlreichen linken Intellektuellen unterstützt, darunter Albert Einstein, Martin Andersen Nexø, Henri Barbusse, Maxim Gorki, George Grosz, Maximilian Harden, Arthur Holitscher, Käthe Kollwitz, George Bernard Shaw, Upton Sinclair und Ernst Toller.

## Zeit des Nationalsozialismus
Nach der Machtübertragung an die NSDAP 1933 musste die IAH in Deutschland ihre Tätigkeit einstellen, der amerikanische Zweig wurde umbenannt in „National Committee to Aid the Victims of German Fascism“ (Nationales Hilfskomitee für die Opfer des deutschen Faschismus), mit Hauptquartier im Flatiron Building am Broadway in New York. Ihr wirklich internationaler Charakter ließ die IAH bei zunehmender Spionagefurcht in Moskau für die GPU zum Problem werden, das Zentralkomitee der KPdSU beschloss deshalb 1935 die Auflösung und bestimmte den Schweizer Karl Hofmeyer zum Liquidator. Von der Internationalen Roten Hilfe übernommen wurden die nach wie vor tätigen IAH-Niederlassungen in Frankreich, der Tschechoslowakei, Österreich und anderen Ländern, die Film-Sparte ging in Moskau an das staatliche Filmmonopol.